# Babica Kolonia
Babica Kolonia – przystanek kolejowy w Babicy w województwie podkarpackim, w Polsce, na linii Rzeszów Główny – Jasło. Posiada jeden peron. Przystanek jest obsługiwany wyłącznie przez pociągi osobowe Polregio.

## Ruch pasażerski
| Rok  | Wymiana pasażerska na dobę |
| ---- | -------------------------- |
| 2017 | 10-19                      |
| 2022 | 50-99                      |
| 2023 | 100-149                    |

## Połączenia
- Jasło
- Rzeszów Główny